# 望月花梨
望月 花梨（もちづき かりん、11月24日 - ）は、日本の漫画家。岐阜県出身。血液型はB型。「境界」（1992年『花とゆめ』21号）でデビュー。

## 経歴
思春期における少年少女の心の揺れの描写に卓越し、小中学生の主人公を主に描く。『ぱふ』アンケート上で、清水玲子に「ストイックな色気のある」作風と評される。雑誌初掲載作品「2人の距離」は、受賞者の少ない「銀のゆり」賞を射止め、数点の短所を除いて、評価はほぼ絶賛だった。
その後、数か月ごとに読み切りを掲載。ひとつの到達点が「コナコナチョウチョウ」であり、次に「欲望バス」がオムニバスとして3回連載された。以後、読み切り、もしくは3回ほどの短期連載が続き、「笑えない理由」（全4巻）、「スイッチ」（全2巻）もペースとしては同じように短期連載で行われた。
作中、「金魚は3秒で物事を忘れる」「境界人」「夜夜中」など、実際にある言葉の詩的な引用を得意としている。
日経のインタビューで、中学生時代病気のため1年の休学を経て高校入学した語っており、本人がペンネームが生まれた時期であると言及している『自然に親しんで過ごした一年』とは、おそらくこの時期であると推測される。また高校入学後、1年の差があるためか、周囲とうまく馴染めず、その頃の体験が漫画にも残っているのかもしれないとも振り返っている。
白泉社でデビューしたが、他の雑誌への投稿歴もあった。その際、作風が暗過ぎるので変えるようにとの指摘も受けたものの、投稿先を白泉社に変え、作風そのものは変えなかった。
投稿時の指摘とは逆に、デビュー後はその独特の感性が感じられる作風が読者の支持を集めた。なお、初期の作風の暗さについては後に自ら「若い頃の作品は勢いがあってこわい」と冗談交じりにコメントしている。
2000年12月23日 - 12月24日には、「とげ」（チョコレートダイアリイ収録）が舞台化された。

## 主な作品

### 花とゆめコミックス
コミックスのあとがきに「ノドアメイカガ」というタイトルをつけている。
- コナコナチョウチョウ
  - コナコナチョウチョウ（'94 花とゆめ 18号）
  - 境界（'92 花とゆめ 21号）
  - サクラチル（'92 花とゆめPLANET増刊 11/1号）
  - 金魚午睡（'93 花とゆめ 9号）
  - 泥沼ノ子供タチ（'93 別冊花とゆめ 6月号）
  - 夏はまだこれからだし（'94 花とゆめ 14号）
  - ノドアメイカガ
- 欲望バス
  - 欲望バス-25時の天国-（'95 花とゆめ 1号）
  - 欲望バス-Catharsis-（'95 花とゆめ 2号）
  - 欲望バス-地下鉄道-（'95 花とゆめ 3号）
  - 2人の距離（'92 花とゆめ 8号）
  - 人形（'93 花とゆめ 11号）
  - ペテン・エンジェル（'95 花とゆめ 15号）
  - ノドアメイカガ
- Wの庭園 -ウォーターガーデン
  - Wの庭園（'95 花とゆめ 8 - 11号）
  - マーブルピンク（'96 花とゆめ 10号）
  - ノドアメイカガ
- 純粋培養閲覧図
  - 純粋培養閲覧図（'95 花とゆめ 18 - 20号）
  - 純粋培養閲覧図2〜カルスの花園（'96 花とゆめ 1 - 4号）
  - ノドアメイカガ
- 裸足めぐり
  - 裸足めぐり（'97 花とゆめ 8 - 10号）
  - ピュア ホワイト（'96 花とゆめ 13号）
  - スミレグラス（'97 花とゆめ 3号）
  - ノドアメイカガ
- チョコレート ダイアリイ
  - チョコレート ダイアリイ（'97 花とゆめプラネット増刊 1/5号）
  - とげ（'96 花とゆめ 19・20号）
  - クロルカルキ（'97 花とゆめステップ増刊 11/15号）
  - 台風ポピー（'97 花とゆめ 23号）
  - ノドアメイカガ
- 笑えない理由（全4巻）
  - 笑えない理由（'98 花とゆめ 4・13 - 15・21 - 24号、'99 花とゆめ 4 - 7・12 - 14号）
  - うらら（第1巻 '98 花とゆめ 7号）
  - Junk（第2巻 '98 花とゆめステップ増刊 6/15号）
  - キセル（第2巻 '98 花とゆめステップ増刊 10/15号）
  - 傷あと（第3巻 '99 花とゆめステップ増刊 7/1号）
  - 緑のこども（第4巻 '99 花とゆめ 18号）
  - 嘘の色（第4巻 '99 花とゆめ 23号）
  - ノドアメイカガ
- スイッチ（全2巻）
  - スイッチ（'00 花とゆめ 3 - 5・10 - 12・17・21 - 24号）
  - ノドアメイカガ
- 緑の黒髪
  - 緑の黒髪（'01 花とゆめ 4 - 6号）
  - シャボン（'01 花とゆめ 14 - 16号）
- 鍵 -かぎ-
  - 鍵（'02 花とゆめ 10号）
  - アルカロイド（'01 花とゆめ 10号）
  - 呼吸（'02 別冊花とゆめ 5号）
  - 夜 夜中（'02 ザ 花とゆめ 8/1号）
  - 犬と夏服（'02 ザ 花とゆめ 10/1号）
  - ノドアメイカガ

### 白泉社文庫
- 欲望バス
  - 単行本「コナコナチョウチョウ」及び「欲望バス」に収録されている全話を収録。
  - 解説・加藤千恵（歌人）

### 未収録作品
- 通い婚 4P（'05 花とゆめ特別編集 4月25日増刊 花とゆめプラス＋収録）
- 丘をこえて 16P（'05 花とゆめ10月25日増刊号 花とゆめプラス＋収録）

### 舞台化作品
棘〜toge〜（原作：「とげ」）
脚本・演出 ： 笠原唯人 / 演出助手 ： 深山賢介
劇団 Somnium ValkyRie（ソムニウム ヴァルキュリア）